# حي القاع

تعديل مصدري - تعديل

حي القاع (قاع اليهود قديمًا/قاع العلفي حالياً) أحد أحياء مديرية التحرير (صنعاء) في محافظة أمانة العاصمة اليمنية. بلغ عدد سكانه 12,625 نسمة حسب التعداد السكاني في اليمن لعام 2004.

## التاريخ
استحدث حي «القاع» في الجانب الغربي من حي بير العزب وسمي بالقاع لأنه واقع في سهل واسع وقد سكنه اليهود اليمنيون في أواخر (17م) ويتصف حي القاع بأزقته الضيقة واستقامتها النسبية وانتشار دكاكين صغيرة فيه مقتطعة من المنازل كانت تستخدم لأغراض التجارة وتخطيط الحي يقوم على أساس نظام الحارات أو الفسح إذ تشيد المنازل حول فسحة من الأرض من جميع جوانبها عدا مدخلها. تم بناء المنازل مثل بيت يهودي في صنعاء.

أما عن الأسلوب أو النمط الذي بنيت به منازل اليهود ومغاير لكل الأساليب العربية والإسلامية والعثمانية المعاصرة آنذاك، فهي من حيث الارتفاع لا تزيد عن طابقين إلا ما ندر، وتبدو السطوح متلاصقة وكأنها سطح بيت واحد، ويتوسط سطح كل بيت فتحة واسعة رصفت أرضها بالأحجار، كما يتوسط سطح أهم غرف البيت فتحة صغيرة خاصة بالطقوس الدينية وهي مغطاة ولا تفتح إلا في الأعياد أو مناسبات معينة، وظاهر منازل اليهود تطلى بالطين وتترك إلى أن تتقشر بعضها وتوحي للمشاهد بالبؤس وسوء الحال حتى لا يطمع الآخرون بما في داخلها من متاع وأموال، أما داخلها فهي نظيفة وأنيقة للغاية رغم صغر حجمها.
وبذلك توسعت مدينة صنعاء توسعاً كبيراً في الامتداد الأفقي والحجم والوظائف وأصبحت مدينة صنعاء تظهر وكأنها منقسمة إلى مدينتين دائريتين صنعاء القديمة مع شعوب ، و حي بير العزب مع حي القاع تتماسان في الجزء الأوسط عند كل من باب الشقاديف وباب خزيمة وباب السباح مكونتين في النهاية ما يشبه المستطيل غير المنتظم وحول كل من المدينتين سور خاص وهذه الأسوار في مجموعها تكون سوراً واحداً في النهاية.

## الحارات

خريطة صنعاء رفعت للوالي العثماني مصطفى عاصم باشاونقلت طبق الأصل بوزارة الاشغال العامة في الجمهورية العربية اليمنية في 15 مايو 1968

| الحارة                | عدد المساكن | عدد الأسر | الذكور | الأناث | الإجمالي |
| --------------------- | ----------- | --------- | ------ | ------ | -------- |
| حارة السلال           | 315         | 299       | 1103   | 963    | 2066     |
| حارة القاع            | 220         | 221       | 683    | 559    | 1242     |
| حارة قاع العلفي-حمادي | 46          | 46        | 146    | 79     | 225      |
| حارة قاع العلفي       | 71          | 68        | 230    | 187    | 417      |
| حارة السلام           | 921         | 913       | 2888   | 2228   | 5116     |
| حارة المترب           | 130         | 139       | 470    | 384    | 854      |
| حارة باب القاع        | 390         | 383       | 1278   | 973    | 2251     |
| حارة الرجامي          | 93          | 88        | 283    | 171    | 454      |
| الإجمالي              | 2186        | 2157      | 7081   | 5544   | 12625    |